# Bethesda (Antigua)
Bethesda ist ein kleiner Ort in der Parish of Saint Paul auf der Karibikinsel Antigua, im Staat Antigua und Barbuda. Er ist bekannt als Ort des landesgeschichtlich bedeutenden Streiks 1951/52, einem Meilenstein auf dem Weg des Inselstaates in die Unabhängigkeit.

## Lage und Landschaft
Bethesda liegt an der Willoughby Bay, der großen Bucht der östlichen Südküste Antiguas. Nach Nordosten erstreckt sich die Gegend flach landeinwärts in die zentrale Ebene der Insel, die Central Plain. Südwestlich liegen die Hügel des Monks Hill gegen Falmouth Bay und English Harbour hin. Die Region ist nur dünn besiedelt und landwirtschaftlich geprägt.
Der Ort hat knapp 500 Einwohner und erstreckt sich entlang der Straße vom Parish of Saint Philip, dem Südosten Antiguas, nach English Harbour.
Landeinwärts liegt der für die Wasserversorgung wichtige Bethesda Dam, der zweitgrößte nach dem etwa zwei Kilometer nördlich liegenden Potworks Dam. An der Küste befindet sich das Feuchtgebiet Christian Cove, einer der größten verbliebenen Mangrovenbestände der Insel.
| All Saints (St. Paul, St. Peter) |                                             | Long Lane (St. Phillip)                           |
| Table Hill Gardens               | Kompassrose, die auf Nachbargemeinden zeigt | Newfield (St. Phillip) St. Phillips (St. Phillip) |
|                                  | Christian Hill                              |                                                   |

## Geschichte, Infrastruktur und Sehenswürdigkeiten
1812 begründeten die Methodisten, die schon seit 1760 auf Antigua missionierten, hier eine Schule für die Arbeiterschaft des Anwesens Blake.
Es war die erste für Sklaven erbaute Schule der Westindischen Inseln.
Nach Abschaffung der Sklaverei 1834 erhielt die Seelsorgestelle Zulauf und es bildete sich ein Ort.
Die Kongregation und Kapelle befand sich anfangs in Bridgetown an der Willoughby Bay, 1841 übersiedelte die Mission nach Bethesda, das seinen Namen von der neuen Kirche zu Ehren des Garten Bethesda hat. Nach dem großen Antillen-Erdbeben 1843 wurde die Ansiedlung an der Willoughby Bay aufgegeben, die dortigen Einwohner zogen großteils nach Freetown, der wichtigsten Freigelassenen-Siedlung Antiguas, teils auch nach Bethesda um. Schon 1847 wurde die Kirche vergrößert, und 1871 eine neue Kirche mit Schule gebaut. Die Methodisten betrieben den Unterricht bis 1962, als eine staatliche Schule eingerichtet wurde, und 1975 entstand die heutige Kirche als festes Bauwerk, der Ehre Gottes (“Glory of God”) geweiht.
Bethesda spielte auch eine wichtige Rolle in der Geschichte der antiguanischen Arbeiterbewegung. Hier fand Januar 1951 der Arbeitskampf mit dem Großgrundbesitzer Alexander Moody-Stuart um die Löhne der Zuckerrohrarbeiter statt. Vere Cornwall Bird, nachmaliger erster Premierminister des souveränen Staates Antigus und Barbuda, hielt hier die Rede, aus der das geflügelte Wort stammt, Muscheln und Widdy-Widdy zu essen und Teichwasser zu trinken (“We will eat cockles and the widdy widdy bush. We will drink Pond water”), wenn es wegen des Streiks nichts zu essen gäbe. Das war das um Bethesda schon in der Sklavenzeit frei verfügbare Zubrot. Genau ein Jahr hielten die Arbeiter den Streik durch, und erzwangen den höheren Lohn. Der unscheinbare, aber für die Landesgeschichte bedeutende Tamarindenbaum, unter dem die Worte geprägt wurden, steht noch.
Heute hat der Ort eine Klinik, eine Volksschule, und Niederlassungen der Methodist Church in the Caribbean and Americas, der Church of God Antigua (Bethesda Zion Church, gegr. 1951), und der St. John’s Pentecostal Church (1950er).